# Roman Karmazin
Roman Aleksandrowicz Karmazin, ros. Роман Александрович Кармазин (ur. 2 stycznia 1973 w Kuźniecku) – rosyjski bokser, były mistrz świata IBF, WBB oraz mistrz Europy (EBU) w kategorii lekkośredniej.

## Wczesne życie
Roman Karmazin urodził się 2 stycznia 1973 r. w rosyjskim mieście Kuźnieck. Jako dziecko doświadczył wiele traumatycznych przeżyć. Gdy miał 12 lat jego brat zginął w wypadku samochodowym. Na treningi boksu zaczął uczęszczać w wieku 14 lat. 

## Kariera zawodowa
Karmazin na zawodowym ringu zadebiutował 17 sierpnia 1996 r., pokonując w debiucie Eduarda Gawazę. W roku 1996 Karmazin stoczył jeszcze cztery pojedynki, wygrywając trzy z nich oraz jeden remisując. Karmazin zremisował z byłym pretendentem do tytułu europejskiego, Hiszpanem Javierem Rodríguezem. 2 lutego 1997 r. pokonał przez techniczny nokaut Estończyka Wiktora Orłowa a dwanaście dni później pokonał na punkty Juana Medinę. Karmazin zwyciężył również w kolejnych sześciu walkach, wygrywając głównie przed czasem. W ostatnim pojedynku w 1997 r. Karmazin zdobył Mistrzostwo Świata WBB (World Boxing Board) w kategorii lekkośredniej, pokonując Jesúsa Gutiérreza. Tytuł WBB obronił tylko raz, pokonując 14 marca 1998 r. 
Amerykanina Jeffa Johnsona.
W swoim 28. pojedynku, który odbył się 3 czerwca 2000 r., Karmazin zmierzył się z Orhanem Delibașem w pojedynku o mistrzostwo Europy w kategorii lekkośredniej. Rosjanin pokonał reprezentanta Holandii o tureckich korzeniach przez poddanie w trzeciej rundzie. Delibaș został poddany w przerwie pomiędzy trzecią a czwartą rundą. Rosjanin nigdy nie bronił europejskiego tytułu. Na ring powrócił 10 marca 2001 r., pokonując na punkty Belga Mike'a Algoeta. Była to pierwsza walka Karmazina na terenie Wielkiej Brytanii. 
12 lipca 2002 r. doszło do pierwszego pojedynku Rosjanina o mistrzostwo świata. W pojedynku o pas tymczasowy WBC w kategorii lekkośredniej rywalem Karmazina był Javier Castillejo, który jeszcze w 2001 r. posiadał ten tytuł w tej samej kategorii wagowej. Rosjanin przegrał walkę jednogłośnie na punkty (113-115, 113-115, 111-116). Walka miała bardzo zacięty przebieg i wiele było rund wyrównanych, które jednak zostały zapisane na konto byłego mistrza. Karmazin powrócił na ring 7 lutego 2003 r. Rywalem Rosjanina był Hiszpan Jorge Araújo. Karmazin zwyciężył przez techniczny nokaut w piątej rundzie, zdobywając mistrzostwo Europy w kategorii lekkośredniej. Do pierwszej obrony europejskiego tytułu przystąpił w czerwcu tego samego roku, pokonując przez nokaut już w drugiej rundzie reprezentanta Danii Michaela Raska. Ostatni raz tytuł obronił 4 października 2003 r., pokonując w Londynie Brytyjczyka Davida Walkera.
15 maja 2004 r. Karmazin zmierzył się z Amerykaninem Jasonem Papillionem, byłym pretendentem do mistrzostwa świata. Walka została przerwana w czwartej rundzie i została uznana za nieodbytą. Powodem przerwania walki było rozcięcie nad lewym okiem Amerykanina, które powstało przez przypadkowe zderzenie głowami. 
2 kwietnia 2005 r., Karmazin zmierzył się z byłym, dwukrotnym mistrzem świata wagi średniej Keithem Holmesem. Pojedynek miał status eliminatora do pasa IBF w kategorii lekkośredniej. Karmazin zwyciężył na punkty przez decyzję większości. 14 lipca tego samego roku Rosjanin otrzymał szansę jako oficjalny pretendent do pasa IBF. W Stanach Zjednoczonych zmierzył się z Ugandyjczykiem Kassimem Oumą. Karmazin zdobył tytuł, wygrywając wysoko na punkty. Ouma był liczony dwukrotnie w rundzie trzeciej. 8 lipca 2006 r. w pierwszej obronie mistrzostwa świata Karmazin zmierzył się z Amerykaninem Corym Spinksem. Pojedynek zakończył się na punkty a 2 z 3 sędziów wskazało na wygraną Spinksa. Potyczka była bardzo wyrównana, ale wielu ekspertów oraz obserwatorów widziało przewagę Rosjanina w stosunku 116-112, 115-113.
23 listopada 2007 r., Karmazin zwyciężył w eliminatorze WBA, pokonując Meksykanina Alejandro Hernándeza. Walka zakończyła się w trzeciej rundzie, gdy po serii ciosów Karmazina Meksykanin dał się wyliczyć. W kolejnym pojedynku rywalem Rosjanina był reprezentant Demokratycznej Republiki Konga Alex Bunema. Bunema niespodziewanie pokonał faworyzowanego Rosjanina przez techniczny nokaut w dziesiątej rundzie. Karmazin był w dziesiątej rundzie dwukrotnie liczony, ale do momentu przerwania walki prowadził wysoko na punkty. Po porażce z Bunemą, Karmazin wrócił 20 grudnia tego samego - 2008 r., mając za rywala byłego mistrza świata Bronco McKarta. Rosjanin zwyciężył jednogłośnie na punkty. Stawką pojedynku był pas NABF w kategorii średniej. 21 marca 2009 r., Karmazin zmierzył się z byłym pretendentem do mistrzostwa świata w kategorii średniej Antwunem Echolsem. Karmazin zwyciężył przez techniczny nokaut w siódmej rundzie, gdy sędzia po serii ciosów postanowił poddać Amerykanina. Karmazin był w tej walce liczony w piątej rundzie. Stawką pojedynku był pas NABF w kategorii średniej, który bronił Rosjanin.
8 stycznia 2010 r., Karmazin zmierzył się w eliminatorze IBF z reprezentantem Kolumbii Dionisio Mirandą. Rosjanin już w pierwszej rundzie znalazł się na deskach, ale zdołał powstać, a w dziesiątej rundzie sam posłał rywala dwukrotnie na deski, zwyciężając przez techniczny nokaut. Do momentu przerwania walki na kartach punktowych sędziowie typowali remis. 5 czerwca tego samego roku doszło do pojedynku Rosjanina z Niemcem Sebastianem Sylvestrem o mistrzostwo świata IBF w kategorii średniej. Karmazin był w tej walce agresorem a Sylvester walczył głównie z defensywy, karcąc rywala. Po dwunastu rundach, niejednogłośnie został ogłoszony remis. Sędzia Matthew Podgorski punktował 117-111 dla Karmazina, sędzia John Lawson 118-111 dla Sylvestra a Pasquale Procopio wypunktował remis 114-114. Kolejną walkę stoczył 31 października również w 2010 r., mając za rywala Daniela Geale'a. Australijczyk zwyciężył przez techniczny nokaut w dziesiątej rundzie, zostając oficjalnym pretendentem do mistrzostwa świata IBF w kategorii średniej. Karmazin ostatni raz zaboksował 7 października 2011 r., przegrywając z Osumanu Adamą w eliminatorze IBF.

## Życie prywatne
Karmazin jest żonaty oraz ma czwórkę dzieci. Po zakończeniu kariery zamieszkał w Los Angeles, w Stanach Zjednoczonych.
Lista walk na zawodowym ringu
| Wynik     | Rekord     | Przeciwnik           | Werdykt | Runda | Data       | Miejsce                                                  | Uwagi                           |
| --------- | ---------- | -------------------- | ------- | ----- | ---------- | -------------------------------------------------------- | ------------------------------- |
| Przegrana | 40 - 5 - 2 | Osumanu Adama        | TKO     | 9/12  | 2011.10.07 | The Club Chicago, Burbank, Illinois, USA                 | IBF eliminator #2               |
| Przegrana | 40 - 4 - 2 | Daniel Geale         | TKO     | 12/12 | 2010.10.31 | Olympic Park, Homebush, Nowa Południowa Walia, Australia | IBF eliminator                  |
| Remis     | 40 - 3 - 2 | Sebastian Sylvester  | SD      | 12/12 | 2010.06.05 | Jahnsportforum, Neubrandenburg, Niemcy                   | IBF (waga średnia)              |
| Wygrana   | 40 - 3 - 1 | Dionisio Miranda     | KO      | 10/12 | 2010.01.08 | Civic Auditorium, Glendale, Kalifornia, USA              | IBF eliminator                  |
| Wygrana   | 39 - 3 - 1 | Luiz Dos Santos      | TKO     | 4/10  | 2009.05.09 | Każymukan atyndagy artałyk stadion, Szymkent, Kazachstan | Poddanie                        |
| Wygrana   | 38 - 3 - 1 | Antwun Echols        | TKO     | 7/10  | 2009.03.21 | Playboy Mansion, Beverly Hills, Kalifornia, USA          | NABF (waga średnia)             |
| Wygrana   | 37 - 3 - 1 | Bronco McKart        | UD      | 12/12 | 2008.12.20 | Hollywood Casino, Inglewood, Kalifornia, USA             | NABF (waga lekkośrednia)        |
| Przegrana | 36 - 3 - 1 | Alex Bunema          | TKO     | 10/12 | 2008.01.19 | Madison Square Garden, Nowy Jork, USA                    | WBA eliminator #2               |
| Wygrana   | 36 - 2 - 1 | Alejandro Hernández  | KO      | 3/12  | 2007.11.23 | Staples Center, Los Angeles, Kalifornia, USA             | WBA eliminator                  |
| Wygrana   | 35 - 2 - 1 | James Obede Toney    | TKO     | 4/10  | 2007.01.06 | Seminole Hotel, Hollywood, Floryda, USA                  |                                 |
| Przegrana | 34 - 2 - 1 | Cory Spinks          | MD      | 12/12 | 2006.07.08 | Savvis Center, Saint Louis, Missouri, USA                | IBF (waga lekkośrednia)         |
| Wygrana   | 34 - 1 - 1 | Kassim Ouma          | UD      | 12/12 | 2005.07.14 | Orleans Hotel, Las Vegas, Nevada, USA                    | IBF (waga lekkośrednia)         |
| Wygrana   | 33 - 1 - 1 | Keith Holmes         | MD      | 12/12 | 2005.04.02 | DCU Center, Worcester, Massachusetts, USA                | IBF eliminator                  |
| NC        | 32 - 1 - 1 | Jason Papillion      | NC      | 4/8   | 2004.05.15 | Mandalay Bay, Las Vegas, Nevada, USA                     | Zderzenie głowami               |
| Wygrana   | 32 - 1 - 1 | David Walker         | TKO     | 3/12  | 2003.10.04 | Wood Green, Londyn, Wielka Brytania                      | EBU (waga lekkośrednia)         |
| Wygrana   | 31 - 1 - 1 | Michael Rask         | KO      | 2/12  | 2003.06.13 | Aalborg Hallen, Aalborg, Dania                           | EBU (waga lekkośrednia)         |
| Wygrana   | 30 - 1 - 1 | Jorge Araújo         | TKO     | 5/12  | 2003.02.07 | Leganés, Comunidad de Madrid, Hiszpania                  | EBU (waga lekkośrednia)         |
| Przegrana | 29 - 1 - 1 | Javier Castillejo    | UD      | 12/12 | 2002.07.12 | Campo de Futbol Las Americas, Parla, Hiszpania           | WBC Interim (waga lekkośrednia) |
| Wygrana   | 29 - 0 - 1 | Siergiej Tatiewosian | PTS     | 8/8   | 2002.04.10 | Gigant-chołł, Petersburg, Rosja                          | 78-74, 79-73, 79-72             |
| Wygrana   | 28 - 0 - 1 | Wiktor Feseczko      | PTS     | 6/6   | 2001.07.21 | Forge Arena, Sheffield, Yorkshire, UK                    | 60-54                           |
| Wygrana   | 27 - 0 - 1 | Mike Algoet          | UD      | 8/8   | 2001.03.10 | York Hall, Bethnal Green, Londyn, UK                     | 80-73                           |
| Wygrana   | 26 - 0 - 1 | Orhan Delibaș        | RTD     | 3/12  | 2000.06.03 | Halle, Karlsruhe, Baden-Württemberg, Niemcy              | EBU (waga lekkośrednia)         |
| Wygrana   | 25 - 0 - 1 | Nico Toriri          | TKO     | 2/10  | 2000.03.10 | Jubilejnyj, Petersburg, Rosja                            |                                 |
| Wygrana   | 24 - 0 - 1 | Anthony Fields       | KO      | 2/10  | 2000.01.29 | Atlantic City, New Jersey, USA                           |                                 |
| Wygrana   | 23 - 0 - 1 | Simon Mokoena        | UD      | 8/8   | 1999.12.25 | Stedelijke, Izegem, West-Vlaanderen, Belgia              |                                 |
| Wygrana   | 22 - 0 - 1 | Alejandro de León    | TKO     | 5/8   | 1999.11.01 | Izegem, West-Vlaanderen, Belgia                          |                                 |
| Wygrana   | 21 - 0 - 1 | Jurij Jepifancew     | TKO     | 4/8   | 1999.10.07 | Tundra Bar, Petersburg, Rosja                            |                                 |
| Wygrana   | 20 - 0 - 1 | Aleksandr Plechanow  | TKO     | 4/8   | 1999.09.09 | Tundra Bar, Petersburg, Rosja                            |                                 |
| Wygrana   | 19 - 0 - 1 | Aleksiej Ustjancew   | TKO     | 2/8   | 1999.06.10 | Tundra Bar, Petersburg, Rosja                            |                                 |
| Wygrana   | 18 - 0 - 1 | Juan Meza            | PTS     | 8/8   | 1999.03.05 | Bilbao, País Vasco, Hiszpania                            |                                 |
| Wygrana   | 17 - 0 - 1 | Hugo Sclarandi       | UD      | 8/8   | 1998.12.25 | Izegem, West-Vlaanderen, Belgia                          | 80-72, 80-73, 80-72             |
| Wygrana   | 16 - 0 - 1 | Lóránt Szabó         | TKO     | 4/8   | 1998.11.01 | Izegem, West-Vlaanderen, Belgia                          |                                 |
| Wygrana   | 15 - 0 - 1 | Bahre Ahmeti         | PTS     | 6/6   | 1998.10.03 | Prinz-Garden Halle, Augsburg, Bayern, Niemcy             |                                 |
| Wygrana   | 14 - 0 - 1 | Robert Frazier       | UD      | 8/8   | 1998.06.09 | Cyrk, Moskwa, Rosja                                      |                                 |
| Wygrana   | 13 - 0 - 1 | Jeff Johnson         | TKO     | 2/12  | 1998.03.14 | Olimpijskij, Moskwa, Rosja                               | WBB (waga lekkośrednia)         |
| Wygrana   | 12 - 0 - 1 | Jesús Gutiérrez      | TKO     | 12/12 | 1997.12.13 | Jubilejnyj, Petersburg, Rosja                            | WBB (waga lekkośrednia)         |
| Wygrana   | 11 - 0 - 1 | Rusłan Konstandi     | RTD     | 4/8   | 1997.10.17 | Jubilejnyj, Petersburg, Rosja                            |                                 |
| Wygrana   | 10 - 0 - 1 | Teimuraz Kekelidze   | UD      | 8/8   | 1997.07.28 | Cyrk, Moskwa, Rosja                                      |                                 |
| Wygrana   | 9 - 0 - 1  | Andrian Łukaczow     | KO      | 4/6   | 1997.05.28 | Gigant-chołł, Petersburg, Rosja                          |                                 |
| Wygrana   | 8 - 0 - 1  | Roman Babayev        | UD      | 8/8   | 1997.04.05 | Jubilejnyj, Petersburg, Rosja                            |                                 |
| Wygrana   | 7 - 0 - 1  | Jorge Reglero        | TKO     | 1/6   | 1997.03.18 | Walencja, Comunidad Valenciana, Hiszpania                |                                 |
| Wygrana   | 6 - 0 - 1  | Juan Medina          | PTS     | 8/8   | 1997.02.14 | Bilbao, País Vasco, Hiszpania                            |                                 |
| Wygrana   | 5 - 0 - 1  | Viktor Orlov         | TKO     | 5/6   | 1997.02.02 | Energia, Narva, Estonia                                  |                                 |
| Remis     | 4 - 0 - 1  | Javier Rodríguez     | PTS     | 8/8   | 1996.12.20 | Asturia, Avilés, Hiszpania                               |                                 |
| Wygrana   | 4 - 0      | Andrij Werpachowski  | TKO     | 3/6   | 1996.11.25 | Fakieł, Petersburg, Rosja                                |                                 |
| Wygrana   | 3 - 0      | Eduard Cwietkow      | TKO     | 1/6   | 1996.10.20 | Złatoust, Rosja                                          |                                 |
| Wygrana   | 2 - 0      | Wadim Sołodow        | TKO     | 3/6   | 1996.10.11 | Fakieł, Petersburg, Rosja                                |                                 |
| Wygrana   | 1 - 0      | Eduard Gawaza        | TKO     | 2/4   | 1996.08.17 | Fakieł, Petersburg, Rosja                                | Debiut                          |